# Балтагари (Бузау)
Балтагари (рум. Băltăgari) насеље је у Румунији у округу Бузау у општини Бисока. Oпштина се налази на надморској висини од 719 m.

## Становништво
Према подацима из 2002. године у насељу је живело 221 становника, од којих су сви румунске националности.